# 埃爾維拉·費爾南德斯·德·科爾多瓦
埃爾維拉·費爾南德斯·德·科爾多瓦，（西班牙語：Elvira Fernández de Córdoba；？—1524年），聖安傑諾、蒂維納、薩沙、安德里亞、蒙大婁、托雷馬焦雷女公爵。西班牙軍事家貢薩洛·費爾南德斯·科爾多瓦唯一存活的子嗣，約在1497年至1499年生於安達盧西亞聖安傑諾。其母於生產時死去，由父親貢薩洛父兼母職親自教養。父親於1515年去世後，承繼父親在意大利地區和伊比利亞半島的領地，成為西班牙的大諸侯，1516年成為卡洛斯一世之封臣。1518年嫁與堂兄路易斯·費爾南德斯·德·科爾多瓦，1524年難產而死。1526年，其夫路易斯也病逝於羅馬。因無嗣而終，封地被國王卡洛斯一世收回。